# ألكسندر ديسبلا
ألكسندر ميشيل جيرارد ديبلا (بالفرنسية: Alexandre Michel Gérard Desplat)، وُلِدَ في 23 أغسطس 1961 في باريس، هو مؤلف موسيقىّ فرنسيّ ترشح لثلاث جوائز أوسكار وحاز على جائزة غولدن غلوب كما ترشح لأربعة جوائز بافتا وجائزة غرامي، ألَّف موسيقى عدة أفلام سينمائية مثل سريانا وحالة بنجامين بوتون الغريبة وجولي وجوليا وخطاب الملك وملحمة الشفق: قمر جديد وهاري بوتر ومقدسات الموت - الجزء الأول وهاري بوتر ومقدسات الموت - الجزء الثاني.

## الحياة المبكرة والتعليم
وُلد ألكسندر ديبلا في باريس. والده، جاك ديبلا، فرنسي الأصل. والدته، كاتي لادوبولو، شاعرة يونانية الأصل من أثينا. التقى والدا ديبلا بالولايات المتحدة عندما كانا طالبَين في جامعة كاليفورنيا بركلي. تزوجا في سان فرانسيسكو وعادا إلى فرنسا، واستقرَّا في باريس.
بدأ ديبلا العزف على البيانو في سن الخامسة. ثم تعلم العزف على البوق، قبل أن ينتقل إلى الفلوت في سن التاسعة. كانت اهتمامات ديبلا الموسيقية واسعة، بدءًا من الملحنين الفرنسيين مثل موريس رافيل وكلود ديبوسي، وصولًا إلى موسيقى الجاز والموسيقى العالمية. وقد طور تقديرًا مبكرًا لموسيقى الأفلام، وذلك بفضل الموسيقى التصويرية للأفلام التي أحضرها والداه من الولايات المتحدة. بدأ في جمع موسيقى برنارد هيرمان لأفلام هيتشكوك في سن المراهقة، وقرر في النهاية أن يعمل ملحن أفلام بعد سماعه موسيقى جون ويليامز لفيلم حرب النجوم عام 1977. تشمل المصادر المبكرة الأخرى لإلهام ديبلا موسيقى موريس جار ونينو روتا وجورج ديليريي.
درس ديبلا في الكلية الملكية للموسيقى ببريطانيا ومعهد باريس الموسيقي على يد كلود باليف. وخلال هذه الفترة، التحق أيضًا بدورة صيفية على يد يانيس زيناكيس. كما درس ديبلا على يد جاك هايز في لوس أنجلس.
أثناء تسجيله موسيقى فيلمه الأول، التقى عازفة الكمان دومينيك ليمونيه، التي أصبحت عازفته المنفردة ومديرته الفنية المفضلة. تزوجا لاحقًا.
عمل ديبلا في العديد من الأفلام منذ التسعينيات. جاءت انطلاقته السينمائية الكبرى عام 2003 مع الموسيقى التصويرية لفيلم "الفتاة ذات القرط اللؤلؤي"، وهي دراما تدور أحداثها في دلفت في هولندا في القرن السابع عشر، وتستكشف شخصية ملهمة خيالية للنحات والرسام الهولندي فيرمير.

## وصلات خارجية
- ألكسندر ديسبلا على موقع IMDb (الإنجليزية)
- ألكسندر ديسبلا على موقع روتن توميتوز (الإنجليزية)
- ألكسندر ديسبلا على موقع ألو سيني (الفرنسية)
- ألكسندر ديسبلا على موقع ميوزك برينز (الإنجليزية)
- ألكسندر ديسبلا على موقع أول موفي (الإنجليزية)
- ألكسندر ديسبلا على موقع بوكس أوفيس موجو (الإنجليزية)
- ألكسندر ديسبلا على موقع قاعدة بيانات الأفلام السويدية (السويدية)
- ألكسندر ديسبلا على موقع أول ميوزيك (الإنجليزية)
- ألكسندر ديسبلا على موقع ديسكوغز (الإنجليزية)
- ألكسندر ديسبلا على موقع قاعدة بيانات الفيلم (الإنجليزية)